# Oligosita vergilii
Oligosita vergilii är en stekelart som beskrevs av Girault 1938. Oligosita vergilii ingår i släktet Oligosita och familjen hårstrimsteklar. Inga underarter finns listade i Catalogue of Life.